# Region Krasnojarsk
Koordinaten: 67° 0′ N, 95° 0′ O
Die Region Krasnojarsk (russisch Красноярский край/Krasnojarski krai) ist eine Verwaltungsregion (Kraj) in Russland mit der Hauptstadt Krasnojarsk. Sie liegt in Sibirien. Die Bevölkerung besteht zum Großteil aus Russen. Die größte Minderheit stellen die Ukrainer dar, indigene sibirische Völker machen nur einen Anteil von weniger als einem Prozent aus. Seit dem Anschluss zweier zuvor eigenständiger Autonomer Kreise bildet die Region seit 2007 das flächenmäßig zweitgrößte Föderationssubjekt Russlands nach der Republik Sacha.

## Geographie
Die Region liegt im Föderationskreis Sibirien und erstreckt sich vom Sajangebirge im Süden entlang des Jenissei bis zur Taimyrhalbinsel, die am Kap Tscheljuskin, dem nördlichsten Festlandspunkt der Alten Welt, nur noch 3/5 so weit vom Nordpol entfernt wie das Nordkap ist, nämlich 1366 km. Wichtige Zuflüsse des Jenissei sind die Angara und die Tschuna. Mit einer Fläche von 2.366.797 Quadratkilometer ist das Gebiet etwas größer als Grönland. 
Das Klima ist kontinental mit langen Wintern und kurzen, heißen Sommern.

## Geschichte
Durch archäologische Funde weiß man, dass Sibirien bereits vor etwa 200.000 Jahren besiedelt war.
Grabhügel und Denkmäler der Skythenkultur aus dem siebenten und achten Jahrhundert vor Christus am Ufer des Krasnojarsker Stausees belegen die ältesten skythischen Funde Eurasiens, u. a. den bekannten Kurgan Arschan, ein Fürstengrab, welches 2001 freigelegt wurde.
Die russische Besiedlung des Gebietes hauptsächlich durch Kosaken begann im 17. Jahrhundert.
Mit dem Bau der transsibirischen Eisenbahn nahm die Besiedelung der Region stark zu.
In der Stalin-Ära befanden sich zahlreiche Lager des Gulag in der Region. Die Stadt Igarka sollte durch eine 1300 km lange Eisenbahn von Workuta über Salechard her erschlossen werden und mit einem Seehafen über den Jenissei an den Arktischen Ozean angebunden werden. Projekt Nr. 501 am Ob und Projekt Nr. 503 am Jenissei sollten zur nördlichen Magistrale verbunden werden. Für den Bau wurden 100.000 bis 120.000 Menschen – hauptsächlich Gulag-Insassen – eingesetzt.
Der populäre General Alexander Lebed wurde im Mai 1998 zum Gouverneur der Region Krasnojarsk gewählt. Er bekleidete dieses Amt, bis er beim Absturz eines Mi-8-Hubschraubers am 28. April 2002 bei Abakan ums Leben kam. Während des Putsches im August 1991 gegen den Präsidenten Michail Gorbatschow hatten seine Soldaten das „Weiße Haus“ in Moskau und Boris Jelzin geschützt.
Am 26. Januar 2002 fand in Krasnojarsk die erste Sitzung des „Rates der Muslime der Region Krasnojarsk“ statt, der auf Vorschlag des Vorsitzenden des Komitees für Angelegenheiten der Nationalitäten, der Religion und gesellschaftlichen Vereinigungen, Mark Denisow, geschaffen worden war.
Am 1. Januar 2007 wurde die Region Krasnojarsk nach einer Volksabstimmung am 17. April 2005 um das Gebiet des Autonomen Kreises der Ewenken und des Autonomen Kreises Taimyr erweitert.

## Wirtschaft
Die Region ist reich an Bodenschätzen (Gold, Kohle), die Flüsse werden aufgestaut und zur Energiegewinnung genutzt. Die wichtigsten Industriezweige sind die Metallverarbeitung, die Holz- und die Papierindustrie.

## Sehenswürdigkeiten
In der Region Krasnojarsk gibt es 45 Museen mit über einer Million Objekten, diese Zahl erweiterte sich ab 2007 noch um den Fundus der Museen des Autonomen Kreises Taimyr und des Autonomen Kreises der Ewenken.
Der Krasnojarsker Stausee ist ein 2130 km² großer Stausee am Jenissei. Er ist auf der 10-Rubel-Note abgebildet und ein beliebtes Ausflugsziel. Der Stolby-Nationalpark bei Krasnojarsk ist ein Kletter- und Wandergebiet.

## Städte und städtische Siedlungen
Neben ihrem Verwaltungszentrum Krasnojarsk mit fast einer Million Einwohnern gibt es in der Region mit dem hauptsächlich für Nickelbergbau und der damit verbundenen Umweltverschmutzung bekannten Norilsk sowie Atschinsk zwei weitere Großstädte. Weitere größere Städte sind Kansk, die „geschlossenen Städte“ Schelesnogorsk und Selenogorsk sowie Minussinsk. Insgesamt gibt es in der Region 24 Städte und 37 Siedlungen städtischen Typs.
| Stadt*/Städt. Siedlung | Russisch     | Einwohner (14. Oktober 2010) |
| ---------------------- | ------------ | ---------------------------- |
| Krasnojarsk            | Красноярск   | 973.826                      |
| Norilsk                | Норильск     | 175.365                      |
| Atschinsk              | Ачинск       | 109.155                      |
| Kansk                  | Канск        | 94.226                       |
| Schelesnogorsk         | Железногорск | 84.795                       |
| Minussinsk             | Минусинск    | 71.170                       |
| Selenogorsk            | Зеленогорск  | 66.056                       |
| Lessosibirsk           | Лесосибирск  | 61.139                       |
| Nasarowo               | Назарово     | 52.817                       |

## Verwaltungsgliederung
Die Region Krasnojarsk gliedert sich in 44 Rajons und 17 Stadtkreise (Stand 2013). Zwei der Rajons waren bis zum 31. Dezember 2006 als Autonomer Kreis Taimyr (der Dolganen und Nenzen) sowie als Autonomer Kreis der Ewenken eigenständige Föderationssubjekte Russlands mit jeweils mehreren Rajons, die dann zusammengeschlossen wurden, und besitzen bis heute einen Sonderstatus. Drei der Stadtkreise sind Geschlossene administrativ-territoriale Gebilde (SATO).